# Athlétisme aux Jeux olympiques d'été de 2024
Navigation
Les épreuves d'athlétisme lors des Jeux olympiques d'été de 2024 ont lieu du 1er au 11 août 2024 à Paris, en France. Les épreuves sur piste se déroulent au sein du Stade de France, pendant que les épreuves sur route (marathon et marche athlétique) ont lieu dans le centre-ville parisien. Quarante-huit finales figurent au programme de cette compétition (23 masculines, 23 féminines et 2 mixtes), soit le même nombre que lors de la précédente édition des Jeux à Tokyo. Toutefois, l'épreuve du 50 km marche, exclusivement réservé aux hommes, disparaît du programme olympique au profit d'une épreuve de marche par équipes mixtes.

## Organisation

### Sites des compétitions

#### Stade olympique
Le stade de France situé au nord de Paris sur la commune de Saint-Denis fait office de stade olympique. Le stade de France fait l'objet de travaux de modernisation et de mise en conformité  avant les Jeux olympiques, ce qui le rend indisponible pendant sept mois : agrandissement de la piste d'athlétisme, installation de nouveaux écrans géants, installation de la 5G.
La piste d'athlétisme, traditionnellement rouge, est violette pour cette édition,. Surnommée MondotrackEB, cette piste a été imaginée par l'entreprise italienne Mondo.

#### Épreuves sur route
Les épreuves sur route se dérouleront dans Paris et aux alentours. Les départs des marathons auront lieu à l'Hôtel de ville de Paris et les arrivées aux Invalides, avec un trajet passant par le Château de Versailles. Ce parcours est inspiré de la marche des femmes des 5 et 6 octobre 1789. Il est atypique notamment en raison de son important dénivelé (438 m de dénivelé positif et 436 m de dénivelé négatif).
Les départs des épreuves de marche auront lieu au pont d'Iéna au pied de la tour Eiffel,.

### Nouveautés

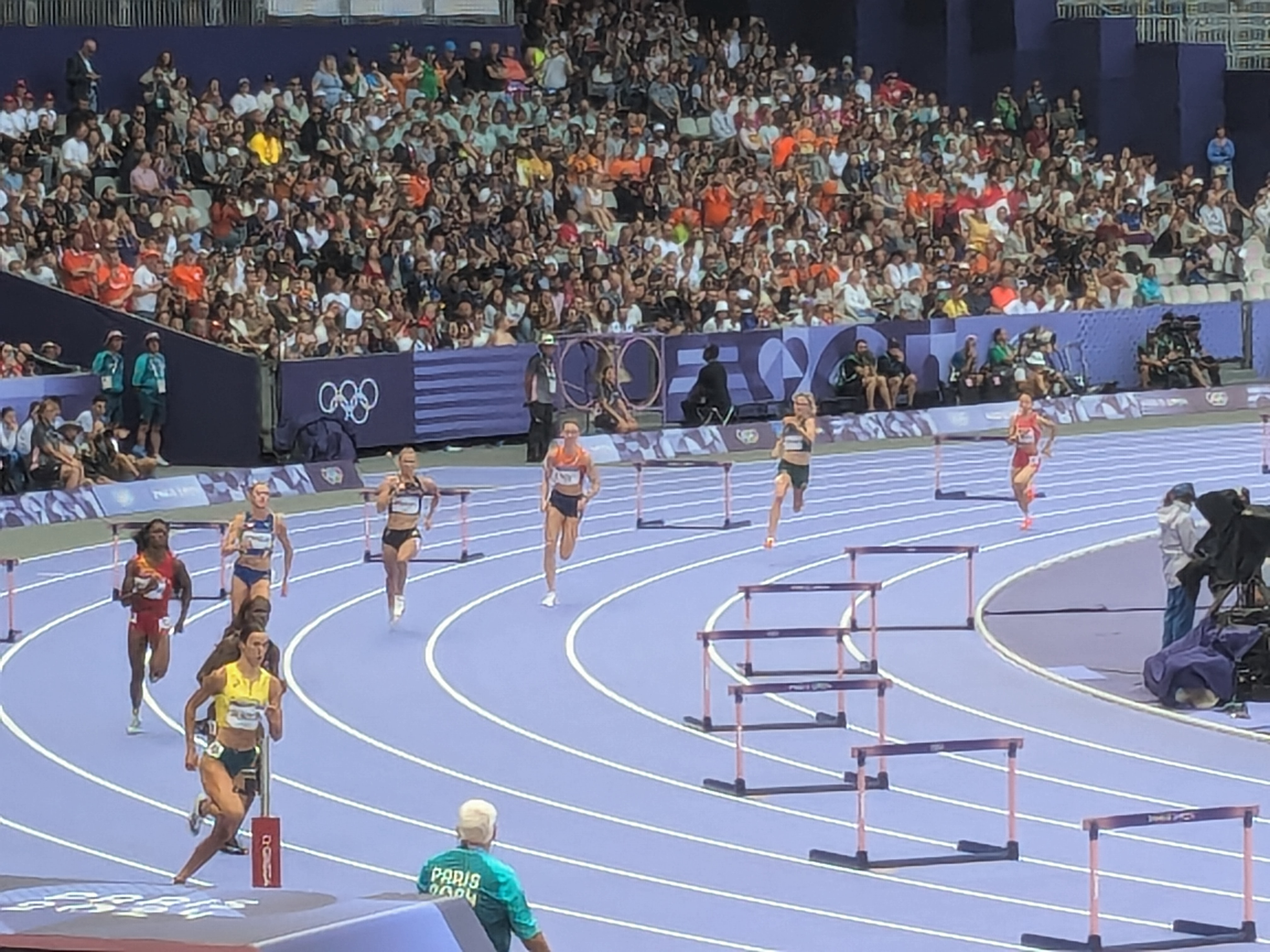
Athlètes lors du premier tour de qualifications du 400 mètres haies femmes le 4 août 2024.

#### Nouvelle épreuve
À la suite de la suppression du 50 km marche, l'épreuve de marche par équipes mixtes est créée. Chaque équipe sera composée d'une femme et d'un homme, qui parcourront la distance d'un marathon (42,195 kilomètres) sous forme de relais, en quatre étapes de même distance,. Cette modification permet de garantir, pour la première fois, le même nombre d'épreuves d'athlétisme pour les hommes et pour les femmes, ainsi que le même nombre de participants hommes-femmes.

#### Tours de repêchage
En juillet 2022, World Athletics décide d'introduire un système de repêchages à compter des Jeux olympiques de 2024. Les athlètes qui ne se qualifient pas par leur classement lors du premier tour des séries participent à ces épreuves de repêchage pour pouvoir accéder aux demi-finales. Les disciplines concernées sont toutes les épreuves individuelles sur piste allant du 200 m au 1 500 m, y compris les épreuves de haies.

#### Primes
À compter de ces Jeux olympiques de 2024, World Athletics attribue une prime de 50 000 € pour chacun des 48 médaillés d'or, cette somme étant répartie à tous les membres des relais champions olympiques.

### Critères de qualification
1810 athlètes seront qualifiés en respectant une stricte égalité avec 905 hommes et 905 femmes.
Un maximum de trois athlètes par comité national olympique est éligible pour les épreuves individuelles, un maximum d'un relais pour les épreuves de relais et un maximum de deux équipes pour la nouvelle épreuve de relais par équipes mixtes. Si un pays n’est représenté par aucun athlète ou équipe, il est autorisé à envoyer son athlète le mieux classé, homme ou femme, dans l’une de ces trois épreuves : 100 m, 800 m ou marathon.
50 % des places seront pourvues via les minima ou quotas olympiques présentés ci-dessous. La période de qualification s'étend du 1er novembre 2022 au 30 avril 2024 pour le marathon, du 31 décembre 2022 au 30 juin 2024 pour le 10 000 mètres, les épreuves de marche, les épreuves combinées et les relais et du 1er juillet 2023 au 30 juin 2024 pour le reste des épreuves.
50 % des places seront distribuées via le classement de World Athletics.
| Épreuve           | Minima                                                      | Quota |
| ----------------- | ----------------------------------------------------------- | ----- |
| 100 m             | 10 s                                                        | 56    |
| 200 m             | 20 s 16                                                     | 48    |
| 400 m             | 45 s                                                        | 48    |
| 800 m             | 1 min 44 s 70                                               | 48    |
| 1 500 m           | 3 min 33 s 50                                               | 45    |
| 5 000 m           | 13 min 5 s                                                  | 42    |
| 10 000 m          | 27 min                                                      | 27    |
| Marathon          | 2 h 8 min 10 s                                              | 80    |
| 110 m haies       | 13 s 27                                                     | 40    |
| 400 m haies       | 48 s 70                                                     | 40    |
| 3 000 m steeple   | 8 min 15 s                                                  | 36    |
| 4 × 100 m         | 14 premiers des Relais mondiaux 2024 + 2 classement mondial | 16    |
| 4 × 400 m         | 14 premiers des Relais mondiaux 2024 + 2 classement mondial | 16    |
| 20 km marche      | 1 h 20 min 10 s                                             | 48    |
| Saut en hauteur   | 2,33 m                                                      | 32    |
| Saut à la perche  | 5,82 m                                                      | 32    |
| Saut en longueur  | 8,27 m                                                      | 32    |
| Triple saut       | 17,22 m                                                     | 32    |
| Lancer du poids   | 21,50 m                                                     | 32    |
| Lancer du disque  | 67,20 m                                                     | 32    |
| Lancer du marteau | 78,20 m                                                     | 32    |
| Lancer du javelot | 85,50 m                                                     | 32    |
| Décathlon         | 8 460 points                                                | 24    |

| Épreuve           | Minima                                                      | Quota |
| ----------------- | ----------------------------------------------------------- | ----- |
| 100 m             | 11 s 07                                                     | 56    |
| 200 m             | 22 s 57                                                     | 48    |
| 400 m             | 50 s 95                                                     | 48    |
| 800 m             | 1 min 59 s 30                                               | 48    |
| 1 500 m           | 4 min 2 s 50                                                | 45    |
| 5 000 m           | 14 min 52 s                                                 | 42    |
| 10 000 m          | 30 min 40 s                                                 | 27    |
| Marathon          | 2 h 26 min 50 s                                             | 80    |
| 100 m haies       | 12 s 77                                                     | 40    |
| 400 m haies       | 54 s 85                                                     | 40    |
| 3 000 m steeple   | 9 min 23 s                                                  | 36    |
| 4 x 100 m         | 14 premiers des Relais mondiaux 2024 + 2 classement mondial | 16    |
| 4 x 400 m         | 14 premiers des Relais mondiaux 2024 + 2 classement mondial | 16    |
| 20 km marche      | 1 h 29 min 20 s                                             | 48    |
| Saut en hauteur   | 1,97 m                                                      | 32    |
| Saut à la perche  | 4,73 m                                                      | 32    |
| Saut en longueur  | 6,86 m                                                      | 32    |
| Triple saut       | 14,55 m                                                     | 32    |
| Lancer du poids   | 18,80 m                                                     | 32    |
| Lancer du disque  | 64,50 m                                                     | 32    |
| Lancer du marteau | 74 m                                                        | 32    |
| Lancer du javelot | 64 m                                                        | 32    |
| Heptathlon        | 6 480 points                                                | 24    |

| Épreuve            | Minima                                                      | Quota |
| ------------------ | ----------------------------------------------------------- | ----- |
| 4 x 400 m          | 14 premiers des Relais mondiaux 2024 + 2 classement mondial | 16    |
| Marche par équipes | NC                                                          |       |

## Compétition

### Calendrier
| - TP : tour préliminaire - P : premier tour - R : repêchage - Q : qualification - ½ : demi-finale - F : finale - M : Session le matin - S : Session en soirée |

| Date (août) → | Date (août) →      | Je 1er | Je 1er | Ve 2 | Ve 2 | Ve 2 | Ve 2 | Sa 3 | Sa 3 | Sa 3 | Sa 3 | Di 4 | Di 4 | Di 4 | Lu 5 | Lu 5 | Ma 6 | Ma 6 | Me 7 | Me 7 | Je 8 | Je 8 | Ve 9 | Ve 9 | Sa 10 | Sa 10 | Di 11 | Di 11 |
| Épreuve ↓     | Épreuve ↓          | M      | S      | M    | M    | S    | S    | M    | M    | S    | S    | M    | S    | S    | M    | S    | M    | S    | M    | S    | M    | S    | M    | S    | M     | S     | M     | S     |
| ------------- | ------------------ | ------ | ------ | ---- | ---- | ---- | ---- | ---- | ---- | ---- | ---- | ---- | ---- | ---- | ---- | ---- | ---- | ---- | ---- | ---- | ---- | ---- | ---- | ---- | ----- | ----- | ----- | ----- |
| Hommes        | 100 m              |        |        |      |      |      |      | TP   | P    |      |      |      | ½    | F    |      |      |      |      |      |      |      |      |      |      |       |       |       |       |
| Hommes        | 200 m              |        |        |      |      |      |      |      |      |      |      |      |      |      |      | P    | R    |      |      | ½    |      | F    |      |      |       |       |       |       |
| Hommes        | 400 m              |        |        |      |      |      |      |      |      |      |      |      | P    | P    | R    |      |      | ½    |      | F    |      |      |      |      |       |       |       |       |
| Hommes        | 800 m              |        |        |      |      |      |      |      |      |      |      |      |      |      |      |      |      |      | P    |      | R    |      | ½    |      |       | F     |       |       |
| Hommes        | 1 500 m            |        |        | P    | P    |      |      |      |      | R    | R    |      | ½    | ½    |      |      |      | F    |      |      |      |      |      |      |       |       |       |       |
| Hommes        | 5 000 m            |        |        |      |      |      |      |      |      |      |      |      |      |      |      |      |      |      | P    |      |      |      |      |      |       | F     |       |       |
| Hommes        | 10 000 m           |        |        |      |      | F    | F    |      |      |      |      |      |      |      |      |      |      |      |      |      |      |      |      |      |       |       |       |       |
| Hommes        | Marathon           |        |        |      |      |      |      |      |      |      |      |      |      |      |      |      |      |      |      |      |      |      |      |      | F     |       |       |       |
| Hommes        | 110 m haies        |        |        |      |      |      |      |      |      |      |      | P    |      |      |      |      | R    |      |      | ½    |      | F    |      |      |       |       |       |       |
| Hommes        | 400 m haies        |        |        |      |      |      |      |      |      |      |      |      |      |      | P    |      | R    |      |      | ½    |      |      |      | F    |       |       |       |       |
| Hommes        | 3 000 m steeple    |        |        |      |      |      |      |      |      |      |      |      |      |      |      | P    |      |      |      | F    |      |      |      |      |       |       |       |       |
| Hommes        | 4 × 100 m          |        |        |      |      |      |      |      |      |      |      |      |      |      |      |      |      |      |      |      | P    |      |      | F    |       |       |       |       |
| Hommes        | 4 × 400 m          |        |        |      |      |      |      |      |      |      |      |      |      |      |      |      |      |      |      |      |      |      | P    |      |       | F     |       |       |
| Hommes        | 20 km marche       | F      |        |      |      |      |      |      |      |      |      |      |      |      |      |      |      |      |      |      |      |      |      |      |       |       |       |       |
| Hommes        | Saut en hauteur    |        |        |      |      |      |      |      |      |      |      |      |      |      |      |      |      |      | Q    |      |      |      |      |      |       | F     |       |       |
| Hommes        | Saut à la perche   |        |        |      |      |      |      | Q    | Q    |      |      |      |      |      |      | F    |      |      |      |      |      |      |      |      |       |       |       |       |
| Hommes        | Saut en longueur   |        |        |      |      |      |      |      |      |      |      | Q    |      |      |      |      |      | F    |      |      |      |      |      |      |       |       |       |       |
| Hommes        | Triple saut        |        |        |      |      |      |      |      |      |      |      |      |      |      |      |      |      |      |      | Q    |      |      |      | F    |       |       |       |       |
| Hommes        | Lancer du poids    |        |        |      |      | Q    | Q    |      |      | F    | F    |      |      |      |      |      |      |      |      |      |      |      |      |      |       |       |       |       |
| Hommes        | Lancer du disque   |        |        |      |      |      |      |      |      |      |      |      |      |      | Q    |      |      |      |      | F    |      |      |      |      |       |       |       |       |
| Hommes        | Lancer du marteau  |        |        | Q    | Q    |      |      |      |      |      |      |      | F    | F    |      |      |      |      |      |      |      |      |      |      |       |       |       |       |
| Hommes        | Lancer du javelot  |        |        |      |      |      |      |      |      |      |      |      |      |      |      |      | Q    |      |      |      |      | F    |      |      |       |       |       |       |
| Hommes        | Décathlon          |        |        | F    | F    | F    | F    | F    | F    | F    | F    |      |      |      |      |      |      |      |      |      |      |      |      |      |       |       |       |       |
| Femmes        | 100 m              |        |        | TP   | P    |      |      |      |      | ½    | F    |      |      |      |      |      |      |      |      |      |      |      |      |      |       |       |       |       |
| Femmes        | 200 m              |        |        |      |      |      |      |      |      |      |      | P    |      |      | R    | ½    |      | F    |      |      |      |      |      |      |       |       |       |       |
| Femmes        | 400 m              |        |        |      |      |      |      |      |      |      |      |      |      |      | P    |      | R    |      |      | ½    |      |      |      | F    |       |       |       |       |
| Femmes        | 800 m              |        |        |      |      | P    | P    | R    | R    |      |      |      | ½    | ½    |      | F    |      |      |      |      |      |      |      |      |       |       |       |       |
| Femmes        | 1 500 m            |        |        |      |      |      |      |      |      |      |      |      |      |      |      |      | P    |      | R    |      |      | ½    |      |      |       | F     |       |       |
| Femmes        | 5 000 m            |        |        |      |      | P    |      |      |      |      |      |      |      |      |      | F    |      |      |      |      |      |      |      |      |       |       |       |       |
| Femmes        | 10 000 m           |        |        |      |      |      |      |      |      |      |      |      |      |      |      |      |      |      |      |      |      |      |      | F    |       |       |       |       |
| Femmes        | Marathon           |        |        |      |      |      |      |      |      |      |      |      |      |      |      |      |      |      |      |      |      |      |      |      |       |       | F     |       |
| Femmes        | 100 m haies        |        |        |      |      |      |      |      |      |      |      |      |      |      |      |      |      |      | P    |      | R    |      | ½    |      |       | F     |       |       |
| Femmes        | 400 m haies        |        |        |      |      |      |      |      |      |      |      | P    |      |      | R    |      |      | ½    |      |      |      | F    |      |      |       |       |       |       |
| Femmes        | 3 000 m steeple    |        |        |      |      |      |      |      |      |      |      | P    |      |      |      |      |      | F    |      |      |      |      |      |      |       |       |       |       |
| Femmes        | 4 × 100 m          |        |        |      |      |      |      |      |      |      |      |      |      |      |      |      |      |      |      |      | P    |      |      | F    |       |       |       |       |
| Femmes        | 4 × 400 m          |        |        |      |      |      |      |      |      |      |      |      |      |      |      |      |      |      |      |      |      |      | P    |      |       | F     |       |       |
| Femmes        | 20 km marche       | F      |        |      |      |      |      |      |      |      |      |      |      |      |      |      |      |      |      |      |      |      |      |      |       |       |       |       |
| Femmes        | Saut en hauteur    |        |        | Q    | Q    |      |      |      |      |      |      |      | F    | F    |      |      |      |      |      |      |      |      |      |      |       |       |       |       |
| Femmes        | Saut à la perche   |        |        |      |      |      |      |      |      |      |      |      |      |      | Q    |      |      |      |      | F    |      |      |      |      |       |       |       |       |
| Femmes        | Saut en longueur   |        |        |      |      |      |      |      |      |      |      |      |      |      |      |      | Q    |      |      |      |      | F    |      |      |       |       |       |       |
| Femmes        | Triple saut        |        |        |      |      | Q    | Q    |      |      | F    | F    |      |      |      |      |      |      |      |      |      |      |      |      |      |       |       |       |       |
| Femmes        | Lancer du poids    |        |        |      |      |      |      |      |      |      |      |      |      |      |      |      |      |      |      |      | Q    |      |      | F    |       |       |       |       |
| Femmes        | Lancer du disque   |        |        |      |      | Q    | Q    |      |      |      |      |      |      |      |      | F    |      |      |      |      |      |      |      |      |       |       |       |       |
| Femmes        | Lancer du marteau  |        |        |      |      |      |      |      |      |      |      | Q    |      |      |      |      |      | F    |      |      |      |      |      |      |       |       |       |       |
| Femmes        | Lancer du javelot  |        |        |      |      |      |      |      |      |      |      |      |      |      |      |      |      |      | Q    |      |      |      |      |      |       | F     |       |       |
| Femmes        | Heptathlon         |        |        |      |      |      |      |      |      |      |      |      |      |      |      |      |      |      |      |      | F    | F    | F    | F    |       |       |       |       |
| Mixte         | 4 × 400 m          |        |        |      |      | P    | P    |      |      | F    | F    |      |      |      |      |      |      |      |      |      |      |      |      |      |       |       |       |       |
| Mixte         | Marche par équipes |        |        |      |      |      |      |      |      |      |      |      |      |      |      |      |      |      | F    |      |      |      |      |      |       |       |       |       |
| Épreuve ↑     | Épreuve ↑          | M      | S      | M    | M    | S    | S    | M    | M    | S    | S    | M    | S    | S    | M    | S    | M    | S    | M    | S    | M    | S    | M    | S    | M     | S     | M     | S     |
| Date (août) → | Date (août) →      | Je 1er | Je 1er | Ve 2 | Ve 2 | Ve 2 | Ve 2 | Sa 3 | Sa 3 | Sa 3 | Sa 3 | Di 4 | Di 4 | Di 4 | Lu 5 | Lu 5 | Ma 6 | Ma 6 | Me 7 | Me 7 | Je 8 | Je 8 | Ve 9 | Ve 9 | Sa 10 | Sa 10 | Di 11 | Di 11 |

### Résultats

#### Hommes
| Épreuves                  | Or                                                                                              | Or                  | Argent                                                                               | Argent              | Bronze | Bronze              |
| ------------------------- | ----------------------------------------------------------------------------------------------- | ------------------- | ------------------------------------------------------------------------------------ | ------------------- | --- | ------------------- |
| Courses                   |                                                                                                 |                     |                                                                                      |                     | |                     |
| 100 m détails             | Noah Lyles (USA)                                                                                | 9 s 79 [.784] (PB)  | Kishane Thompson (JAM)                                                               | 9 s 79 [.789]       | Fred Kerley (USA) | 9 s 81 (SB)         |
| 200 m détails             | Letsile Tebogo (BOT)                                                                            | 19 s 46 (PB)        | Kenneth Bednarek (USA)                                                               | 19 s 62             | Noah Lyles (USA) | 19 s 70             |
| 400 m détails             | Quincy Hall (USA)                                                                               | 43 s 40             | Matthew Hudson-Smith (GBR)                                                           | 43 s 44             | Muzala Samukonga (ZAM) | 43 s 74             |
| 800 m détails             | Emmanuel Wanyonyi (KEN)                                                                         | 1 min 41 s 19 (PB)  | Marco Arop (CAN)                                                                     | 1 min 41 s 20 (AR)  | Djamel Sedjati (ALG) | 1 min 41 s 50       |
| 1 500 m détails           | Cole Hocker (USA)                                                                               | 3 min 27 s 65 (OR)  | Josh Kerr (GBR)                                                                      | 3 min 27 s 79       | Yared Nuguse (USA) | 3 min 27 s 80       |
| 5 000 m détails           | Jakob Ingebrigtsen (NOR)                                                                        | 13 min 13 s 16 (SB) | Ronald Kwemoi (KEN)                                                                  | 13 min 15 s 04      | Grant Fisher (USA) | 13 min 15 s 13      |
| 10 000 m détails          | Joshua Cheptegei (UGA)                                                                          | 26 min 43 s 14 (OR) | Berihu Aregawi (ETH)                                                                 | 26 min 43 s 44      | Grant Fisher (USA) | 26 min 43 s 46 (SB) |
| Marathon détails          | Tamirat Tola (ETH)                                                                              | 2 h 6 min 26 s (OR) | Bashir Abdi (BEL)                                                                    | 2 h 6 min 47 s (SB) | Benson Kipruto (KEN) | 2 h 7 min 0 s       |
| 110 m haies détails       | Grant Holloway (USA)                                                                            | 12 s 99             | Daniel Roberts (USA)                                                                 | 13 s 09             | Rasheed Broadbell (JAM) | 13 s 09             |
| 400 m haies détails       | Rai Benjamin (USA)                                                                              | 46 s 46             | Karsten Warholm (NOR)                                                                | 47 s 06             | Alison dos Santos (BRA) | 47 s 26             |
| 3 000 m steeple détails   | Soufiane el-Bakkali (MAR)                                                                       | 8 min 6 s 05        | Kenneth Rooks (USA)                                                                  | 8 min 6 s 41        | Abraham Kibiwot (KEN) | 8 min 6 s 47        |
| 4 × 100 m détails         | Canada - Aaron Brown - Jerome Blake - Brendon Rodney - Andre De Grasse                          | 37 s 50             | Afrique du Sud - Bayanda Walaza - Shaun Maswanganyi - Bradley Nkoana - Akani Simbine | 37 s 57             | Grande-Bretagne - Jeremiah Azu - Louie Hinchliffe - Nethaneel Mitchell-Blake - Zharnel Hughes - Richard Kilty               | 37 s 61             |
| 4 × 400 m détails         | États-Unis - Christopher Bailey - Vernon Norwood - Bryce Deadmon - Rai Benjamin - Quincy Wilson | 2 min 54 s 43 (OR)  | Botswana - Bayapo Ndori - Collen Kebinatshipi - Anthony Pesela - Letsile Tebogo      | 2 min 54 s 53 (AR)  | Grande-Bretagne - Alex Haydock-Wilson - Matthew Hudson-Smith - Lewis Davey - Charles Dobson - Samuel Reardon - Toby Harries | 2 min 55 s 83 (AR)  |
| 20 km marche détails      | Brian Daniel Pintado (ECU)                                                                      | 1 h 18 min 55 s     | Caio Bonfim (BRA)                                                                    | 1 h 19 min 9 s      | Álvaro Martín (ESP) | 1 h 19 min 11 s     |
| Concours                  |                                                                                                 |                     |                                                                                      |                     | |                     |
| Saut en hauteur détails   | Hamish Kerr (NZL)                                                                               | 2,36 m (=AR)        | Shelby McEwen (USA)                                                                  | 2,36 m (PB)         | Mutaz Essa Barshim (QAT) | 2,34 m (SB)         |
| Saut à la perche détails  | Armand Duplantis (SWE)                                                                          | 6,25 m (WR)         | Sam Kendricks (USA)                                                                  | 5,95 m              | Emmanouíl Karalís (GRE) | 5,90 m              |
| Saut en longueur détails  | Miltiádis Tedóglou (GRE)                                                                        | 8,48 m              | Wayne Pinnock (JAM)                                                                  | 8,36 m              | Mattia Furlani (ITA) | 8,34 m              |
| Triple saut détails       | Jordan Díaz (ESP)                                                                               | 17,86 m             | Pedro Pichardo (POR)                                                                 | 17,84 m             | Andy Díaz (ITA) | 17,64 m             |
| Lancer du poids détails   | Ryan Crouser (USA)                                                                              | 22,90 m (SB)        | Joe Kovacs (USA)                                                                     | 22,15 m             | Rajindra Campbell (JAM) | 22,15 m             |
| Lancer du disque détails  | Rojé Stona (JAM)                                                                                | 70,00 m (OR)        | Mykolas Alekna (LTU)                                                                 | 69,97 m             | Matthew Denny (AUS) | 69,31 m             |
| Lancer du marteau détails | Ethan Katzberg (CAN)                                                                            | 84,12 m             | Bence Halász (HUN)                                                                   | 79,97 m             | Mykhaylo Kokhan (UKR) | 79,39 m             |
| Lancer du javelot détails | Arshad Nadeem (PAK)                                                                             | 92,97 m (OR)        | Neeraj Chopra (IND)                                                                  | 89,45 m             | Anderson Peters (GRN) | 88,54 m             |
| Combinés                  |                                                                                                 |                     |                                                                                      |                     | |                     |
| Décathlon détails         | Markus Rooth (NOR)                                                                              | 8 796 points (NR)   | Leo Neugebauer (GER)                                                                 | 8 748 points        | Lindon Victor (GRN) | 8 711 points (SB)   |

#### Femmes
| Épreuves                  | Or | Or                   | Argent | Argent              | Bronze | Bronze               |
| ------------------------- | --- | -------------------- | --- | ------------------- | --- | -------------------- |
| Courses                   | |                      | |                     | |                      |
| 100 m détails             | Julien Alfred (LCA) | 10 s 72 (NR)         | Sha'Carri Richardson (USA)                                                                                            | 10 s 87             | Melissa Jefferson (USA) | 10 s 92              |
| 200 m détails             | Gabrielle Thomas (USA) | 21 s 83              | Julien Alfred (LCA)                                                                                                   | 22 s 08             | Brittany Brown (USA) | 22 s 20              |
| 400 m détails             | Marileidy Paulino (DOM) | 48 s 17 (OR)         | Salwa Eid Naser (BHR)                                                                                                 | 48 s 53             | Natalia Kaczmarek (POL) | 48 s 98              |
| 800 m détails             | Keely Hodgkinson (GBR) | 1 min 56 s 72        | Tsige Duguma (ETH) | 1 min 57 s 15 (PB)  | Mary Moraa (KEN) | 1 min 57 s 42        |
| 1 500 m détails           | Faith Kipyegon (KEN) | 3 min 51 s 29 (OR)   | Jessica Hull (AUS) | 3 min 52 s 56       | Georgia Bell (GBR) | 3 min 52 s 61 (NR)   |
| 5 000 m détails           | Beatrice Chebet (KEN) | 14 min 28 s 56       | Faith Kipyegon (KEN)                                                                                                  | 14 min 29 s 60 (SB) | Sifan Hassan (NED) | 14 min 30 s 61 (SB)  |
| 10 000 m détails          | Beatrice Chebet (KEN) | 30 min 43 s 25       | Nadia Battocletti (ITA)                                                                                               | 30 min 43 s 35 (NR) | Sifan Hassan (NED) | 30 min 44 s 12 (SB)  |
| Marathon détails          | Sifan Hassan (NED) | 2 h 22 min 55 s (OR) | Tigist Assefa (ETH)                                                                                                   | 2 h 22 min 58 s     | Hellen Obiri (KEN) | 2 h 23 min 10 s (PB) |
| 100 m haies détails       | Masai Russell (USA) | 12 s 33              | Cyréna Samba-Mayela (FRA)                                                                                             | 12 s 34             | Jasmine Camacho-Quinn (PUR) | 12 s 36              |
| 400 m haies détails       | Sydney McLaughlin-Levrone (USA) | 50 s 37 (WR)         | Anna Cockrell (USA)                                                                                                   | 51 s 87 (PB)        | Femke Bol (NED) | 52 s 15              |
| 3 000 m steeple détails   | Winfred Yavi (BRN) | 8 min 52 s 76 (OR)   | Peruth Chemutai (UGA)                                                                                                 | 8 min 53 s 34 (NR)  | Faith Cherotich (KEN) | 8 min 55 s 15 (PB)   |
| 4 × 100 m détails         | États-Unis - Melissa Jefferson - Sha'Carri Richardson - Twanisha Terry - Gabrielle Thomas                                                  | 41 s 78 (SB)         | Grande-Bretagne - Dina Asher-Smith - Imani-Lara Lansiquot - Amy Hunt - Daryll Neita - Bianca Williams - Desirèe Henry | 41 s 85             | Allemagne - Alexandra Burghardt - Lisa Mayer - Gina Lückenkemper - Rebekka Haase - Sophia Junk                                                       | 41 s 97 (SB)         |
| 4 × 400 m détails         | États-Unis - Shamier Little - Sydney McLaughlin-Levrone - Gabrielle Thomas - Alexis Holmes - Quanera Hayes - Aaliyah Butler - Kaylyn Brown | 3 min 15 s 27 (AR)   | Pays-Bas - Lieke Klaver - Cathelijn Peeters - Lisanne de Witte - Femke Bol - Eveline Saalberg - Myrte van der Schoot  | 3 min 19 s 50 (NR)  | Grande-Bretagne - Victoria Ohuruogu - Laviai Nielsen - Nicole Yeargin - Amber Anning - Yemi Mary John - Hannah Kelly - Jodie Williams - Lina Nielsen | 3 min 19 s 72 (NR)   |
| 20 km marche détails      | Yang Jiayu (CHN) | 1 h 25 min 54 s      | María Pérez (ESP) | 1 h 26 min 19 s     | Jemima Montag (AUS) | 1 h 26 min 25 s (AR) |
| Concours                  | |                      | |                     | |                      |
| Saut en hauteur détails   | Yaroslava Mahuchikh (UKR) | 2,00 m               | Nicola Olyslagers (AUS)                                                                                               | 2,00 m              | Iryna Gerashchenko (UKR) Eleanor Patterson (AUS) | 1,95 m               |
| Saut à la perche détails  | Nina Kennedy (AUS) | 4,90 m               | Katie Moon (USA) | 4,85 m              | Alysha Newman (CAN) | 4,85 m               |
| Saut en longueur détails  | Tara Davis-Woodhall (USA) | 7,10 m               | Malaika Mihambo (GER)                                                                                                 | 6,98 m              | Jasmine Moore (USA) | 6,96 m               |
| Triple saut détails       | Thea LaFond (DMA) | 15,02 m (NR)         | Shanieka Ricketts (JAM)                                                                                               | 14,87 m (SB)        | Jasmine Moore (USA) | 14,67 m (SB)         |
| Lancer du poids détails   | Yemisi Ogunleye (GER) | 20,00 m              | Madison-Lee Wesche (NZL)                                                                                              | 19,86 m (PB)        | Song Jiayuan (CHN) | 19,32 m              |
| Lancer du disque détails  | Valarie Allman (USA) | 69,50 m              | Feng Bin (CHN) | 67,51 m             | Sandra Perković Elkasević (CRO) | 67,51 m (SB)         |
| Lancer du marteau détails | Camryn Rogers (CAN) | 76,97 m              | Annette Nneka Echikunwoke (USA)                                                                                       | 75,48 m (SB)        | Zhao Jie (CHN) | 74,27 m              |
| Lancer du javelot détails | Haruka Kitaguchi (JPN) | 65,80 m (SB)         | Jo-Ane van Dyk (RSA)                                                                                                  | 63,93 m             | Nikola Ogrodníková (CZE) | 63,68 m (SB)         |
| Combinés                  | |                      | |                     | |                      |
| Heptathlon détails        | Nafissatou Thiam (BEL) | 6 880 points         | Katarina Johnson-Thompson (GBR)                                                                                       | 6 844 points        | Noor Vidts (BEL) | 6 707 points         |

#### Mixte
| Épreuves                   | Or                                                                                           | Or                | Argent                                                                      | Argent          | Bronze                                                                                                  | Bronze            |
| -------------------------- | -------------------------------------------------------------------------------------------- | ----------------- | --------------------------------------------------------------------------- | --------------- | --- | ----------------- |
| 4 × 400 m détails          | Pays-Bas - Eugene Omalla - Lieke Klaver - Isaya Klein Ikkink - Femke Bol - Cathelijn Peeters | 3 min 7 s 43 (AR) | États-Unis - Vernon Norwood - Shamier Little - Bryce Deadmon - Kaylyn Brown | 3 min 7 s 74    | Grande-Bretagne - Samuel Reardon - Laviai Nielsen - Alex Haydock-Wilson - Amber Anning - Nicole Yeargin | 3 min 8 s 01 (NR) |
| Marche par équipes détails | Espagne - Álvaro Martín - María Pérez                                                        | 2 h 50 min 31 s   | Équateur - Brian Pintado - Glenda Morejón                                   | 2 h 51 min 22 s | Australie - Rhydian Cowley - Jemima Montag                                                              | 2 h 51 min 38 s   |

### Tableau des médailles
- Pays organisateur (France)

| Rang  | Nation                 | Or | Argent | Bronze | Total |
| ----- | ---------------------- | -- | ------ | ------ | ----- |
| 1     | États-Unis             | 14 | 11     | 9      | 34    |
| 2     | Kenya                  | 4  | 2      | 5      | 11    |
| 3     | Canada                 | 3  | 1      | 1      | 5     |
| 4     | Pays-Bas               | 2  | 1      | 3      | 6     |
| 5     | Espagne                | 2  | 1      | 1      | 4     |
| 6     | Norvège                | 2  | 1      | 0      | 3     |
| 7     | Grande-Bretagne        | 1  | 4      | 5      | 10    |
| 8     | Jamaïque               | 1  | 3      | 2      | 6     |
| 9     | Éthiopie               | 1  | 3      | 0      | 4     |
| 10    | Australie              | 1  | 2      | 4      | 7     |
| 11    | Allemagne              | 1  | 2      | 1      | 4     |
| 12    | Chine                  | 1  | 1      | 2      | 4     |
| 13    | Belgique               | 1  | 1      | 1      | 3     |
| 14    | Bahreïn                | 1  | 1      | 0      | 2     |
| 14    | Botswana               | 1  | 1      | 0      | 2     |
| 14    | Équateur               | 1  | 1      | 0      | 2     |
| 14    | Ouganda                | 1  | 1      | 0      | 2     |
| 14    | Nouvelle-Zélande       | 1  | 1      | 0      | 2     |
| 14    | Sainte-Lucie           | 1  | 1      | 0      | 2     |
| 20    | Ukraine                | 1  | 0      | 2      | 3     |
| 21    | Grèce                  | 1  | 0      | 1      | 2     |
| 22    | République dominicaine | 1  | 0      | 0      | 1     |
| 22    | Dominique              | 1  | 0      | 0      | 1     |
| 22    | Japon                  | 1  | 0      | 0      | 1     |
| 22    | Maroc                  | 1  | 0      | 0      | 1     |
| 22    | Pakistan               | 1  | 0      | 0      | 1     |
| 22    | Suède                  | 1  | 0      | 0      | 1     |
| 28    | Afrique du Sud         | 0  | 2      | 0      | 2     |
| 29    | Italie                 | 0  | 1      | 2      | 3     |
| 30    | Brésil                 | 0  | 1      | 1      | 2     |
| 31    | France                 | 0  | 1      | 0      | 1     |
| 31    | Hongrie                | 0  | 1      | 0      | 1     |
| 31    | Inde                   | 0  | 1      | 0      | 1     |
| 31    | Lituanie               | 0  | 1      | 0      | 1     |
| 31    | Portugal               | 0  | 1      | 0      | 1     |
| 36    | Grenade                | 0  | 0      | 2      | 2     |
| 37    | Algérie                | 0  | 0      | 1      | 1     |
| 37    | Croatie                | 0  | 0      | 1      | 1     |
| 37    | Pologne                | 0  | 0      | 1      | 1     |
| 37    | Porto Rico             | 0  | 0      | 1      | 1     |
| 37    | Qatar                  | 0  | 0      | 1      | 1     |
| 37    | Tchéquie               | 0  | 0      | 1      | 1     |
| 37    | Zambie                 | 0  | 0      | 1      | 1     |
| Total | Total                  | 48 | 48     | 49     | 145   |

### Multiples médaillés

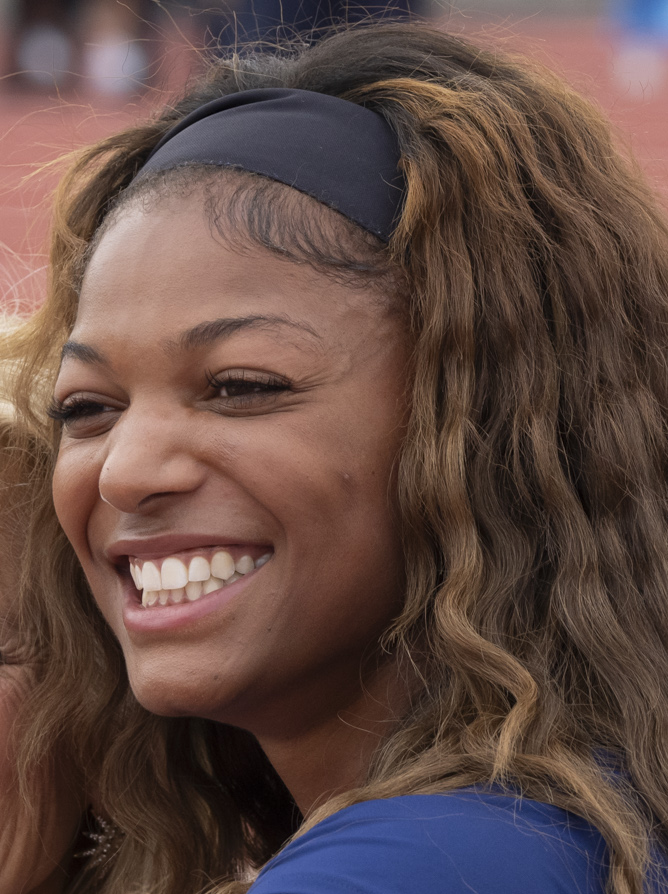
Gabrielle Thomas remporte trois titres olympiques.

L'Américaine Gabrielle Thomas et les Néerlandaises Femke Bol et Sifan Hassan sont les athlètes — hommes et femmes confondus — les plus médaillées en athlétisme dans ces Jeux (3 médailles au total), Thomas étant la seule à remporter trois titres olympiques, sur 200 m et au titre des relais 4 × 100 m et 4 × 400 m. L'Américain Rai Benjamin, sa compatriote Sydney McLaughlin-Levrone et la Kényane Beatrice Chebet (la seule titrée sur deux épreuves individuelles) remportent deux médailles d'or.
| Rang | Athlète              | Pays            | Or | Argent | Bronze | Total |
| ---- | -------------------- | --------------- | -- | ------ | ------ | ----- |
| 1    | Rai Benjamin         | États-Unis      | 2  | 0      | 0      | 2     |
| 2    | Bryce Deadmon        | États-Unis      | 1  | 1      | 0      | 2     |
| 2    | Vernon Norwood       | États-Unis      | 1  | 1      | 0      | 2     |
| 2    | Brian Pintado        | Équateur        | 1  | 1      | 0      | 2     |
| 2    | Letsile Tebogo       | Botswana        | 1  | 1      | 0      | 2     |
| 6    | Noah Lyles           | États-Unis      | 1  | 0      | 1      | 2     |
| 6    | Álvaro Martín        | Espagne         | 1  | 0      | 1      | 2     |
| 8    | Matthew Hudson-Smith | Grande-Bretagne | 0  | 1      | 1      | 2     |
| 9    | Grant Fisher         | États-Unis      | 0  | 0      | 2      | 2     |
| 9    | Alex Haydock-Wilson  | Grande-Bretagne | 0  | 0      | 2      | 2     |
| 9    | Samuel Reardon       | Grande-Bretagne | 0  | 0      | 2      | 2     |

| Rang | Athlète                   | Pays            | Or | Argent | Bronze | Total |
| ---- | ------------------------- | --------------- | -- | ------ | ------ | ----- |
| 1    | Gabrielle Thomas          | États-Unis      | 3  | 0      | 0      | 3     |
| 2    | Beatrice Chebet           | Kenya           | 2  | 0      | 0      | 2     |
| 2    | Sydney McLaughlin-Levrone | États-Unis      | 2  | 0      | 0      | 2     |
| 4    | Femke Bol                 | Pays-Bas        | 1  | 1      | 1      | 3     |
| 5    | Julien Alfred             | Sainte-Lucie    | 1  | 1      | 0      | 2     |
| 5    | Kaylyn Brown              | États-Unis      | 1  | 1      | 0      | 2     |
| 5    | Faith Kipyegon            | Kenya           | 1  | 1      | 0      | 2     |
| 5    | Lieke Klaver              | Pays-Bas        | 1  | 1      | 0      | 2     |
| 5    | Shamier Little            | États-Unis      | 1  | 1      | 0      | 2     |
| 5    | Cathelijn Peeters         | Pays-Bas        | 1  | 1      | 0      | 2     |
| 5    | María Pérez               | Espagne         | 1  | 1      | 0      | 2     |
| 5    | Sha'Carri Richardson      | États-Unis      | 1  | 1      | 0      | 2     |
| 13   | Sifan Hassan              | Pays-Bas        | 1  | 0      | 2      | 3     |
| 14   | Melissa Jefferson         | États-Unis      | 1  | 0      | 1      | 2     |
| 15   | Amber Anning              | Grande-Bretagne | 0  | 0      | 2      | 2     |
| 15   | Jemima Montag             | Australie       | 0  | 0      | 2      | 2     |
| 15   | Jasmine Moore             | États-Unis      | 0  | 0      | 2      | 2     |
| 15   | Laviai Nielsen            | Grande-Bretagne | 0  | 0      | 2      | 2     |
| 15   | Nicole Yeargin            | Grande-Bretagne | 0  | 0      | 2      | 2     |

### Records

#### Records du monde
| Date        | Épreuve                     | Athlète(s)                                                                  | Performance  |
| ----------- | --------------------------- | --------------------------------------------------------------------------- | ------------ |
| 2 août 2024 | Relais 4 x 400 mètres mixte | États-Unis - Vernon Norwood - Shamier Little - Bryce Deadmon - Kaylyn Brown | 3 min 7 s 41 |
| 5 août 2024 | Saut à la perche masculin   | Armand Duplantis                                                            | 6,25 m       |
| 8 août 2024 | 400 mètres haies féminin    | Sydney McLaughlin                                                           | 50 s 37      |

#### Records olympiques
| Date         | Épreuve                    | Athlète(s)        | Performance     |
| ------------ | -------------------------- | ----------------- | --------------- |
| 2 août 2024  | 10 000 m masculin          | Joshua Cheptegei  | 26 min 43 s 14  |
| 6 août 2024  | 3 000 m steeple féminin    | Winfred Yavi      | 8 min 52 s 76   |
| 6 août 2024  | 1 500 m masculin           | Cole Hocker       | 3 min 27 s 65   |
| 7 août 2024  | Lancer du disque masculin  | Roje Stona        | 70,00 m         |
| 8 août 2024  | Lancer du javelot masculin | Arshad Nadeem     | 92,97 m         |
| 9 août 2024  | 400 mètres féminin         | Marileidy Paulino | 48 s 17         |
| 10 août 2024 | Marathon masculin          | Tamirat Tola      | 2 h 6 min 26 s  |
| 11 août 2024 | Marathon féminin           | Sifan Hassan      | 2 h 22 min 55 s |

#### Records continentaux
| Date          | Épreuve                       | Athlète(s)                                                                                 | Performance     | Continent                                       |
| ------------- | ----------------------------- | ------------------------------------------------------------------------------------------ | --------------- | ----------------------------------------------- |
| 1er août 2024 | 20 kilomètres marche feminin  | Jemima Montag                                                                              | 1 h 26 min 25 s | Océanie                                         |
| 6 août 2024   | 3 000 mètres steeple féminin  | Alice Finot                                                                                | 8 min 58 s 67   | Europe                                          |
| 10 août 2024  | 800 m masculin                | Marco Arop                                                                                 | 1 min 41 s 20   | Amérique du Nord, Amérique centrale et Caraïbes |
| 10 août 2024  | Relais 4 x 400 mètres feminin | États-Unis - Shamier Little - Sydney McLaughlin-Levrone - Gabrielle Thomas - Alexis Holmes | 3 min 15 s 27   | Amérique du Nord, Amérique centrale et Caraïbes |

### Légende
Records et Performances
- AR : Record continental (area record)
- CR : Record des championnats (championship record)
- MR : Record du meeting (meet record)
- NR : Record national (national record)
- OR : Record olympique (olympic record)
- PR : Record paralympique (paralympic record)
- PB : Record personnel (personal best)
- SB : Meilleure performance personnelle de la saison (season's best)
- WL : Meilleure performance mondiale de l'année (world leader)
- WJR : Record du monde junior (world junior record)
- WR : Record du monde (world record)

Circonstances et Conditions
- DNF : N'a pas terminé (did not finish)
- DNS : N'a pas pris le départ (did not start)
- DQ : Disqualification (disqualification)
- NM : Aucun essai valable enregistré (No Mark)
- Q : Qualifié « directement » au prochain tour (ou à la prochaine compétition), lors d'une compétition majeure, grâce au classement ou à la réalisation des minima (automatic qualifier)
- q : Qualifié au prochain tour (ou à la prochaine compétition), lors d'une compétition majeure, grâce au repêchage ou à la réalisation de l'une des meilleures performances parmi celles des « non qualifiés directement » (grâce au meilleur temps ou à la meilleure distance par exemple) (secondary qualifier)